# Campionati sloveni di ski cross
I Campionati sloveni di ski cross sono stati una competizione sciistica che si svolgeva ogni anno, generalmente nel mese di marzo o aprile. Sono organizzati dalla Federazione slovena di sci e decretano il campione e la campionessa sloveni di ski cross.

## Albo d'oro
| Edizione | Uomini        | Donne           |
| -------- | ------------- | --------------- |
| 2015     | Blaž Ogorelc  | Gara cancellata |
| 2016     | Non disputati | Non disputati   |
| 2017     | Non disputati | Non disputati   |
| 2018     | Non disputati | Non disputati   |
| 2019     | Non disputati | Non disputati   |
| 2020     | Non disputati | Non disputati   |
| 2021     | Non disputati | Non disputati   |
| 2022     | Non disputati | Non disputati   |
| 2023     | Non disputati | Non disputati   |
| 2024     | Non disputati | Non disputati   |